# Persephonaster cingulatus
Persephonaster cingulatus is een kamster uit de familie Astropectinidae.
De wetenschappelijke naam van de soort werd, als Psilasteropsis cingulata, in 1906 gepubliceerd door Walter Kenrick Fisher.